# 2618 Coonabarabran
2618 Coonabarabran је астероид главног астероидног појаса чија средња удаљеност од Сунца износи 3,023 астрономских јединица (АЈ).
Апсолутна магнитуда астероида је 12,0.